# Trận Kiev (1943)
Trận Kiev (1943) là một trong các trận đánh quan trọng nhất của chuỗi Chiến dịch Tả ngạn sông Dniepr. Từ ngày 24 tháng 9 đến ngày 24 tháng 12 năm 1943, trên toàn bộ khu vực Kiev và các vùng lân cận đã diễn ra nhiều trận đánh khốc liệt nhất trong cuộc Chiến tranh giữ nước vĩ đại. Khởi đầu bằng cuộc đổ bộ đường không tại căn cứ đầu cầu Bukrin, trải qua ba tháng liên tục giao chiến, Quân đội Liên Xô đã hoàn toàn làm chủ thành phố Kiev và các vùng phụ cận, đánh bại cuộc phản công nhằm tái chiếm Kiev của Tập đoàn quân xe tăng 4, Tập đoàn quân 8 và Tập đoàn quân 2 thuộc cụm tập đoàn quân Nam (Đức) do đích thân Thống chế Erich von Manstein chỉ huy, giữ vững chiến tuyến có lợi để tiếp tục mở các chiến dịch lớn, đuổi Quân đội Đức Quốc xã khỏi Hữu ngạn Ukraina, bao vây, tiêu diệt một phần lớn các binh đoàn của Cụm Tập đoàn quân Nam (Đức) trong Chiến dịch Korsun-Shevchenko, tiến đến biên giới phía tây Ukraina và chân núi Karpat.
Trận Kiev đã góp phần làm cho Phòng tuyến Wotan (còn gọi là "Bức tường phía đông") của Quân đội Đức Quốc xã sụp đổ một mảng lớn, tạo tình thế thuận lợi cho các Phương diện quân Belorussia và Ukraina 1 (Liên Xô) tiếp tục tiến công đến biên giới quốc gia Liên Xô, chia cắt Cụm tập đoàn quân Nam (Đức) với Cụm tập đoàn quân Trung tâm (Đức) đang phòng ngự ở chỗ lồi Belasussia và đe dọa bổ đôi chính Cụm tập đoàn Nam (Đức). Trận đánh này đã đem lại cho quân đội Liên Xô một trong hai bàn đạp lớn ở hữu ngạn sông Dniepr để tổ chức các chiến dịch giải phóng hoàn toàn Ukraina, tiến đến các vùng biên giới với Romania, Hungaria, Tiệp Khắc và Đông Nam Ba Lan.
Việc quân đội Liên Xô đánh chiếm Kiev và các vùng phụ cận còn tạo ra nguy cơ uy hiếp sườn phải của Cụm tập đoàn quân Trung tâm (Đức) do cùng thời điểm tháng 9 năm 1943, Phương diện quân Trung tâm phối hợp với cánh trái Phương diện quân Tây (Liên Xô) đã tiến hành thành công Chiến dịch Chernigov-Pripyat, đánh chiếm khu vực Gomel, Konotop và bắt đầu tác chiến trên lãnh thổ Byelorussia.
Thất bại trong cuộc phản công chiếm lại Kiev, Cụm tập đoàn quân Nam (Đức) đã tiêu hao nốt những lực lượng dự bị vốn đã vơi đi nhiều sau Trận Vòng cung Kursk và các trận đánh ở tả ngạn sông Dniepr, buộc Bộ Tổng tham mưu quân đội Đức Quốc xã tiếp tục rút bớt quân từ khu vực Balkan, Hy Lạp và một phần lực lượng dự bị từ trong nước Đức ném ra Mặt trận phía đông để đối phó với quân đội Xô Viết.
Toàn bộ Trận Kiev bao gồm nhiều hoạt động quân sự trải dài suốt hơn 180 km từ Bắc xuống Nam và kéo dài 3 tháng, bao gồm:
- Chiến dịch đổ bộ đường không Rzhishchev-Bukrin do Quân đoàn 51 (Tập đoàn quân 40) và các lữ đoàn dù 3, 5 thực hiện nhằm chiếm đầu cầu Bukrin (Velykyi Burkin), phía nam Kiev.
- Chiến dịch tấn công Chernobyl-Radomysl (1 tháng 10 đến 4 tháng 10 năm 1943) do cánh trái của Phương diện quân Trung tâm thực hiện nhằm che chở sườn phải của Phương diện quân Voronezh tấn công Kiev.
- Chiến dịch phòng ngự Chernobyl-Gornostapol (1 tháng 10 đến 8 tháng 10 năm 1943) do cánh phải Phương diện quân Voronezh, phối hợp với cánh trái của Phương diện quân Trung tâm thực hiện chống lại đòn phản kích của các Quân đoàn xe tăng 46, 56 và Quân đoàn bộ binh 59 thuộc Tập đoàn quân 2 (Đức).
- Chiến dịch tấn công Lyutezh (11 tháng 10 đến 24 tháng 10 năm 1943) do các tập đoàn quân 38, 60 và Tập đoàn quân xe tăng cận vệ 3 thực hiện, đánh chiếm đầu cầu Lyutezh phía bắc Kiev.
- Chiến dịch tấn công chiến lược Kiev (3 tháng 11 đến 13 tháng 11 năm 1943), Quân đội Liên Xô đánh chiếm toàn bộ thành phố Kiev và phát triển đến Zhitomir
- Chiến dịch phòng ngự Kiev (1943) (13 tháng 11 đến 24 tháng 12 năm 1943), Quân đội Liên Xô phải bỏ Zhitomir nhưng đã đánh bại cuộc phản công của Tập đoàn quân xe tăng 4 (Đức) và Quân đoàn Raus, giữ vững bàn đạp Kiev.

## Tình huống mặt trận

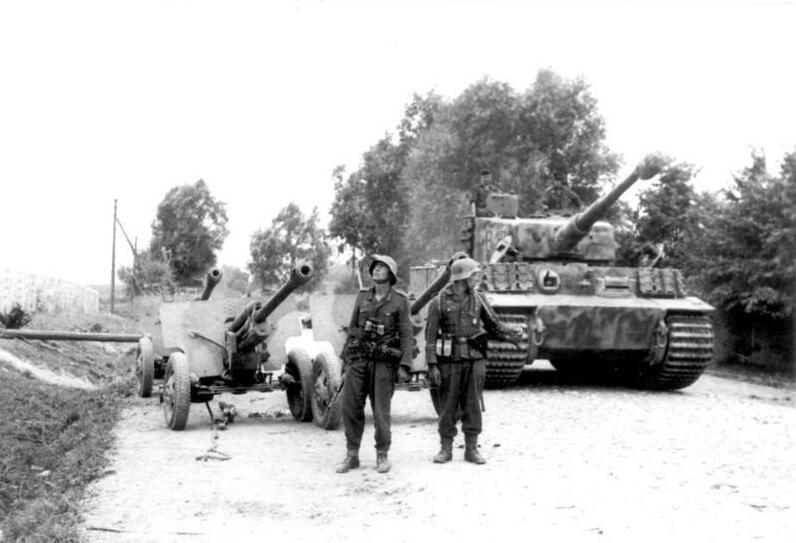
Xe tăng Pz-VI của Sư đoàn cơ giới "Großdeutschland" triển khai phòng thủ cùng với pháo binh. Ngày 23 tháng 9 năm 1943

Đến đầu tháng 10 năm 1943, 19 tập đoàn quân của 4 Phương diện quân Liên Xô đã đồng loạt áp sát bờ tả ngạn sông Dniepr. Hai đầu cầu ở tả ngạn sông Dniepr là thành phố Zhaporozh và khu vực Vasilevka-Gornostaevka ở hạ lưu Dniepr vẫn nằm trong tay quân đội Đức Quốc xã. Tại khu vực phía bắc và phía nam Kiev, Tập đoàn quân 13 (Phương diện quân Trung tâm) chiếm một căn cứ đầu cầu nhỏ gần thị trấn Novoshepenlichi (???) và thị trấn Chernobyl trên khu vực hợp lưu giữa sông Pripyat và sông Dniepr. Cuối tháng 9, Quân đoàn 51 thuộc Tập đoàn quân 40 và Lữ đoàn trinh sát bọc thép thuộc Tập đoàn quân xe tăng cận vệ 3 chiếm được một bàn đạp nhỏ ở khu vực Rzhishchev phía nam Kiev. Các đơn vị pháo binh chiến dịch, không quân, kỹ thuật và hậu cần của Quân đội Liên Xô còn đang tụt lại phía sau từ 80 đến trên 150 km do tốc độ tấn công quá nhanh. Nhiều sư đoàn Liên Xô phải tổ chức vượt sông bằng mọi phương tiện thô sơ có trong tay nhưng hầu hết đều không thành công. Quân đội Xô Viết dù đã tăng quân số của 4 phương diện quân lên đến 1.252.600 người nhưng sau 2 tháng tấn công liên tục cũng phải chịu thương vong khá lớn: 107.645 người chết và mất tích, 343.821 người bị thương. Các Tập đoàn quân tuyến đầu cần được bổ sung người và phương tiện để bù đắp những thiệt hại.
Phòng tuyến Wotan của quân đội Đức Quốc xã, đoạn phía nam dọc theo sông Dniepr từ ngã ba sông Sozh và sông Dniepr đến cửa biển Kherson được cấu tạo chủ yếu bằng các binh đoàn xe tăng. Tại khu vực phía nam Kiev có các quân đoàn xe tăng 24, 48. Khu vực phía bắc Kiev có Quân đoàn xe tăng 56 thuộc Tập đoàn quân 2 (Đức). Phối hợp với các đơn vị xe tăng có các quân đoàn bộ binh 13 và 59. Tập đoàn quân 7 (Đức) mới được điều từ Balkan đến phòng thủ khu vực thành phố Kiev cũng có trong tay các sư đoàn xe tăng 7, 8 và sư đoàn cơ giới 20. Thống chế Erich von Manstein hy vọng sử dụng xe tăng trong phòng ngự ở Mặt trận phía nam Liên Xô trên phòng tuyến sông Manych đầu năm 1943 để đối phó có hiệu quả với các đòn đột kích vượt sông của quân đội Liên Xô.

## Binh lực

### Quân đội Liên Xô

#### Thành phần giai đoạn đầu chiến dịch
Phương diện quân Voronezh
Tư lệnh: Đại tướng N. F. Vatutin
- Tập đoàn quân xe tăng cận vệ 3 do trung tướng P. S. Rybalko chỉ huy, trong biên chế có 2 quân đoàn xe tăng, 1 quân đoàn cơ giới, 1 lữ đoàn xe tăng độc lập và 2 lữ đoàn bộ binh.
- Tập đoàn quân 13 do trung tướng N. P. Pukhov chỉ huy, trong biên chế có 11 sư đoàn bộ binh, 1 lữ đoàn và 2 trung đoàn xe tăng, 2 trung đoàn cơ giới.
- Tập đoàn quân 60 do trung tướng I. D. Chernyakhovsky chỉ huy, trong biên chế có sư đoàn bộ binh, 3 trung đoàn cơ giới và 1 trung đoàn pháo tự hành.
- Tập đoàn quân 38 do thượng tướng K. S. Moskalenko chỉ huy, trong biên chế có 9 sư đoàn bộ binh, 3 trung đoàn cơ giới, Lữ đoàn độc lập Tiệp Khắc 1.
- Tập đoàn quân 40 do trung tướng F. F. Zhmachenko chỉ huy, trong biên chế có 6 sư đoàn bộ binh, 1 lữ đoàn pháo tự hành.
- Tập đoàn quân 27 do trung tướng S. G. Trofimenko chỉ huy, trong biên chế có 9 sư đoàn bộ binh
- Tập đoàn quân 47 do trung tướng V. S. Polenov chỉ huy, trong biên chế có 6 sư đoàn; chịu trách nhiệm phòng ngự sườn phía nam của phương diện quân trên khu vực Studenyets - Kanev.
- Quân đoàn xe tăng cận vệ 5 của tướng A. G. Kravchenko, trong biên chế có 3 lữ đoàn xe tăng, 1 lữ đoàn cơ giới và 1 lữ đoàn bộ binh.

#### Các lực lượng tăng cường trong giai đoạn phòng ngự
- Tập đoàn quân xe tăng cận vệ 1 của trung tướng M. E. Katukov, trong biên chế có 7 lữ đoàn xe tăng và 2 trung đoàn xe tăng; 2 lữ đoàn cơ giới; 4 trung đoàn pháo tự hành; 1 trung đoàn và 2 tiểu đoàn trinh sát cơ giới.
- Tập đoàn quân 18 do trung tướng A. A. Gresko chỉ huy, trong biên chế có 2 quân đoàn bộ binh và 3 sư đoàn bộ binh độc lập.
- Tập đoàn quân cận vệ 1 của trung tướng V. I. Kuznesov, trong biên chế có 2 quân đoàn bộ binh cận vệ 4, 6 và được tăng cường Quân đoàn xe tăng 18.

### Quân đội Đức Quốc xã
Tập đoàn quân xe tăng 4 do Đại tướng Hermann Hoth và Thượng tướng Thiết giáp Erhard Raus (từ 12 tháng 10) lần lượt chỉ huy, trong biên chế có:
- Quân đoàn xe tăng 48 do tướng Hermann Balck chỉ huy gồm 3 sư đoàn xe tăng 2 sư đoàn cơ giới và 1 sư đoàn bộ binh.
- Quân đoàn xe tăng 24 do tướng Walther Nehring chỉ huy gồm 3 sư đoàn xe tăng, 1 sư đoàn cơ giới và 3 sư đoàn bộ binh.
- Quân đoàn bộ binh 52 do tướng Hans-Karl von Scheele chỉ huy gồm 4 sư đoàn bộ binh và 1 sư đoàn xe tăng.
- Quân đoàn bộ binh 59 do tướng Kurt von der Chevallerie chỉ huy, gồm 1 sư đoàn xe tăng, 1 sư đoàn cơ giới, 1 sư đoàn pháo tự hành và 3 sư đoàn bộ binh.
- Quân đoàn bộ binh 7 do các tướng Anton Dostler và Ernst-Eberhard Hell (từ 30 tháng 11 năm 1943) lần lượt chỉ huy, gồm 4 sư đoàn bộ binh, 1 sư đoàn xe tăng và 1 sư đoàn cơ giới.[7]

Tập đoàn quân 2 do Trung tướng Dietrich von Saucken chỉ huy, sử dụng cánh phải tham gia chiến dịch gồm có:
- Quân đoàn xe tăng 56 của tướng Anton Grasser, binh lực gồm 2 sư đoàn xe tăng và 4 sư đoàn bộ binh.
- Quân đoàn bộ binh 13 của tướng Arthur Hauffe, binh lực gồm 4 sư đoàn bộ binh, 1 sư đoàn xe tăng và 1 sư đoàn kỵ binh.

Tập đoàn quân 8 do Thượng tướng Bộ binh Franz Mattenklott chỉ huy, sử dụng cánh trái tham gia chiến dịch gồm có:
- Quân đoàn bộ binh 11 của tướng Heinrich Eberbach, binh lực gồm 1 sư đoàn xe tăng và 3 sư đoàn bộ binh
- Sư đoàn xe tăng 14 và sư đoàn bộ binh 367 của Quân đoàn xe tăng 3.

## Các trận đánh tạo thế

### Chiến sự tại đầu cầu Bukrin
Ngày 15 tháng 9, Lữ đoàn trinh sát cơ giới cận vệ 22 của Tập đoàn quân xe tăng cận vệ 3 (Liên Xô) đã dùng bè gỗ đổ bộ thành công 2 tiểu đoàn 23 và 70 sang bờ Tây sông Dniepr và chiếm được một bàn đạp nhỏ tại khu vực Rzhishchev-Bukrin, cách thị trấn Kanev hơn 20 km về phía tây bắc. Ngày 16 tháng 9, tướng K. S. Moskalenko, Tư lệnh Tập đoàn quân 40 cho đổ bộ sang khu vực này Sư đoàn bộ binh 163 và hai tiểu đoàn pháo chống tăng 69 và 100 thuộc Lữ đoàn pháo chống tăng cận vệ 8, trang bị pháo 23 mm và 75 mm để mở rộng căn cứ bàn đạp. Ngày 20 tháng 9, Bộ Tư lệnh Phương diện quân Voronezh triển khai kế hoạch đổ bộ đường không của Quân đoàn dù số 3 xuống căn cứ đầu cầu. Theo kế hoạch, khu vực đầu cầu Bukrin sẽ trở thành bàn đạp chính để tấn công Kiev từ phía nam.
Ngày 22 tháng 9, Tập đoàn quân 40 tiếp tục đưa Quân đoàn bộ binh 51 vượt sang hữu ngạn Dniepr. Tập đoàn quân 27 cũng tổ chức cho Quân đoàn bộ binh 46 vượt sông sang khu vực Rzhishchev. Đêm 23 rạng ngày 24 tháng 9, cuộc đổ bộ của Quân đoàn đổ bộ đường không 3 (Liên Xô) với 180 máy bay vận tải Li-2 và IL-4 của Sư đoàn không quân 101 bắt đầu triển khai. Sư đoàn pháo tầm xa số 7 được đưa từ lực lượng dự bị của Bộ Tổng tham mưu quân đội Liên Xô đến Pereslav - Khmelnisky để yểm hộ cho cuộc đổ bộ. Toàn bộ 80 máy bay Yak-3, Yak-9, MiG-3 và La-5 của sư đoàn tiêm kích 228 cũng được huy động để yểm hộ cho đoàn máy bay vận tải và các tàu lượn. Do không trinh sát địa hình và địch tình cũng như sự kém cỏi của hoa tiêu và hệ thống dẫn đường từ mặt đất; ngay từ giờ đầu của cuộc đổ bộ, một tiểu đoàn của Lữ đoàn đổ bộ đường không 3 đã nhảy trúng đầu các đơn vị của Sư đoàn xe tăng 19 (Quân đoàn xe tăng 48-Đức) đang cơ động ra hướng Bukrin. Một nửa lữ đoàn đổ bộ đường không 5 nhảy dù xuống sông Dniepr. Yếu tố bất ngờ của cuộc đổ bộ đã bị mất.
Tập đoàn quân xe tăng 4 (Đức) lập tức được báo động. Ngày 25 tháng 9, tướng Hermann Hoth điều Sư đoàn cơ giới 10 theo sau sư đoàn xe tăng 19 tấn công căn cứ đầu cầu Bukrin từ phía tây bắc. Sư đoàn xe tăng 7 và Sư đoàn cơ giới 20 được điều từ Kiev xuống tấn công trực diện vào Bukrin. Ở hướng Kanev, Sư đoàn xe tăng 3 (Đức) một mặt giữ tuyến phòng thủ từ Buchakovo (???) đến Kanev, mặt khác điều Trung đoàn xe tăng 71 phối hợp với Sư đoàn bộ binh 255 tấn công khu vực Bukrin từ hướng tây nam. Ngày 27 tháng 9, các đơn vị xe tăng Đức đã cô lập 4 tiểu đoàn dù Liên Xô ở các làng Pin (???), Potaptsy (phía tây bắc Bukrin) và Trostyanets, Litvinyets. Chiều 27 tháng 9, các xe tăng Đức đã tiến đến tuyến Berezovka (???), Grushev, Kolesishe (???), Buchak.
Mặc dù phải ra lệnh rút nửa còn lại của Quân đoàn đổ bộ đường không 3 về lực lượng dự bị và kịch liệt quở trách Bộ Tư lệnh Phương diện quân Voronezh cùng Nguyên soái G. K. Zhukov nhưng I. V. Stalin vẫn cảm thấy "tiếc" căn cứ bàn đạp này và ra lệnh tiếp tục đổ quân sang. Đến ngày 28 tháng 9, tại khu vực đầu cầu Bukrin đã tập trung 9 sư đoàn bộ binh và 2 tiểu đoàn xe tăng Liên Xô. Nhưng chừng đó là không thể đủ để đối phó với đòn phản kích của Tập đoàn quân xe tăng 4 (Đức).
Ngày 28 tháng 9, sau khi hội đủ 3 sư đoàn xe tăng, 1 sư đoàn cơ giới và 2 sư đoàn bộ binh thuộc các quân đoàn xe tăng 24 và 48, quân Đức bắt đầu ép các sư đoàn Liên Xô về phía bờ sông Dniepr. Ngày 29 tháng 9, quân Đức chiếm các làng Kanadl (???), Romashky, Malyi Bukrin, Kolesishe (???). Ngày 29 tháng 9, sư đoàn bộ binh 255 (Đức) bao vây Lữ đoàn bộ binh 60 (thuộc Quân đoàn bộ binh 51) tại làng Grigorovka, nơi có chiếc cầu phao thứ nhất bắc qua. Ngày 30 tháng 9, các sư đoàn xe tăng 7 và 20 (Đức) phát triển tấn công đến sông Dniepr ở thị trấn Monatyrysche, bao vây hai bên sườn cụ cứ điểm Zarubentsy (nơi có chiếc cầu phao thứ hai) do 3 sư đoàn bộ binh của Tập đoàn quân 40 chống giữ. Ở phía bắc, ngày 5 tháng 10, Sư đoàn xe tăng 19 (Đức) đánh chiếm các làng Belyi Bukrin (Malyi Bukrin) và Trakhtemirov trên bờ sông Dniepr. Tuy nhiên, mọi cố gắng của sư đoàn này nhằm tiêu diệt cứ điểm Khodorov của Lữ đoàn trinh sát cơ giới 22 thuộc Tập đoàn quân xe tăng 3 (Liên Xô) bên hữu ngạn Dniepr đều không thành công.
Đến đây thì quân Đức không thể tiến xa hơn nữa vì từ ngày 28 đến ngày 30 tháng 9, toàn bộ Tập đoàn quân 38 (Liên Xô) đã đổ bộ thành công sang căn cứ đầu cầu Lyutezh, chiếm lĩnh một căn cứ đầu cầu rộng 15 km, sâu 10 km ngay sát phía bắc Kiev. Tướng Hermann Hoth phải kéo các sư đoàn xe tăng về giữ mặt Bắc và nội đô Kiev, chỉ để lại sư đoàn cơ giới 10 và sư đoàn bộ binh 225 chặn giữ khu vực đầu cầu Bukrin.

### Ở các khu vực đầu cầu Lyutezh và Chernobyl
Ngày 26 tháng 9, Tập đoàn quân 13 (khi đó thuộc Phương diện quân Trung tâm) đã vượt sông Dniepr trong hành tiến. Lợi dụng con sông nhỏ Pripyat án ngữ phía đông nam, Tướng Pukhov đã nhanh chóng đổ quân sang khu vực Novoshepelichi và Chernobyl, tạo thành một căn cứ đầu cầu nhỏ. Tuy nhiên, căn cứ đầu cầu này khá biệt lập. phía bắc là vùng đầm lầy Pripiat, phía đông là sông Dniepr, phía tây và tây nam là sông Pripiat, hợp lưu với sông Dniepr tại Đông Nam Chernobyl khoảng 20 km. Từ ngày 1 đến ngày 10 tháng 10, Quân đoàn xe tăng 56 (Đức) cố gắng hất Tập đoàn quân 13 (Liên Xô) trở lại tả ngạn sông Dniepr nhưng đều vấp phải sức kháng cự mạnh của các đơn vị pháo chống tăng Liên Xô. Địa hình đầm lầy cũng làm cho các xe tăng hạng nặng của Đức không phát huy được ưu thế cơ động. Đến ngày 10 tháng 10, Quân đoàn xe tăng 56 (Đức) phải ngừng công kích sau khi chiếm được thị trấn Novoshepelichi. Tập đoàn quân 13 (Liên Xô) vẫn giữ được Chernobyl và còn phát triển lên phía bắc, đánh chiếm thị trấn Kolyban (???), tạo thành một chỗ lồi nguy hiểm đe dọa sườn phía nam của Cụm tập đoàn quân 2 (Đức) và cánh cực Bắc của Tập đoàn quân xe tăng 4 (thuộc Cụm tập đoàn quân Nam).
Trong một hành động tương tự, ngày 29 tháng 9, các chi đội phái đi trước của Tập đoàn quân 38 (Liên Xô) sau khi áp sát sông Dniepr đã đổ bộ sang Novi Petrovtsy trên hữu ngạn sông Dniepr. Tận dụng tình thế các sư đoàn xe tăng của Tập đoàn quân xe tăng 4 (Đức) còn đang ở phía nam Kiev để đối phó với căn cứ bàn đạp Bukrin, tướng N. E. Chibitsov, Tư lệnh tập đoàn quân 38 đã hạ lệnh cho chủ lực tập đoàn quân vượt sông, đánh chiếm thêm thị trấn Kozarovichi ở phía bắc. Ngày 30 tháng 9, hai căn cứ nhỏ đã được nối liền tại Svaromye (???). Tập đoàn quân 38 tiếp tục đột phá về phía tây, đánh chiếm các cứ điểm Lyutezh và Moshchun; hình thành một bàn đạp rộng 10 km, sâu 10 km. Tuy nhỏ hơn đầu cầu Bukrin nhưng đầu cầu Lyutezh ở khác gần phía bắc Kiev. Cho đến ngày 12 tháng 10, khi nắm được tình hình phức tạp tại phía bắc Kiev, tướng Hermann Hoth mới điều lực lượng xe tăng chủ yếu của Tập đoàn quân xe tăng 4 từ Bukrin lên. Mất mấy ngày hành quân bằng đường bộ, khi các quân đoàn xe tăng Đức tập hợp được những lực lượng còn lại và bắt đầu chuyển quân thì Tập đoàn quân 38 (Liên Xô) đã tổ chức vững chắc căn cứ đầu cầu khiến Sư đoàn xe tăng 8 và Quân đoàn bộ binh 13 (Đức) phải thất bại khi đột phá để xóa căn cứ bàn đạp này.
Vào thời điểm quyết định tấn công từ bàn đạp Bukrin. I. V Stalin chưa có được báo cáo về cuộc đổ bộ thành công của Tập đoàn quân 38 (Liên Xô) tại Lyutezh, phía bắc Kiev. Phải đến ngày 12 tháng 10, khi chắc chắn rằng Tập đoàn quân 38 trụ lại được, G. K. Zhukov mới nhắc đến căn cứ đầu cầu này trong một cuộc giao ban thường nhật tại Đại bản doanh. Nắm được tình hình thuận lợi tại phía bắc Kiev, I. V. Stalin ra lệnh cho N. F. Vatutin chuyển toàn bộ Tập đoàn quân xe tăng cận vệ 3 từ khu vực Bukrin - Kanev về phía bắc Kiev. Mọi cuộc chuyển quân đều phải tiến hành vào ban đêm. Tập đoàn quân 40 cũng được lệnh chuyển lên phía bắc, vượt sông đánh chiếm thị trấn Tripolye, gần phía nam Kiev hơn 15 km, tiếp tục giam chân các quân đoàn xe tăng 24 và 48 (Đức) tại phía nam Kiev. Theo đề nghị của G. K. Zhukov, I. V. Stalin cũng đồng ý chuyển từ Phương diện quân Trung tâm Tập đoàn quân 60 đang phòng ngự ở đoạn hợp lưu giữa sông Tetryev và sông Dniepr cùng Tập đoàn quân 13 đang chiếm giữ bàn đạp Chernobyl cho Phương diện quân Voronezh. Tuyến phân giới giữa hai Tập đoàn quân được đẩy từ phía đông Svaromye lên phía bắc đến Loev (Loyew). Phương diện quân Trung tâm của K. K. Rokossovsky tập trung hoàn toàn vào hướng Nam Byelorussia và từ ngày 20 tháng 10, được đổi tên thành Phương diện quân Byelorussia. Phương diện Voronezh của N. F. Vatutin với 8 tập đoàn quân, trong đó có 1 tập đoàn quân xe tăng và 1 tập đoàn quân không quân đã có thể tập trung vào mục tiêu giải phóng Kiev. Từ ngày 20 tháng 10, phương diện quân này được đổi tên thành Phương diện quân Ukraina 1. Các tập đoàn quân 27 và 47 tiếp tục vượt sông chi viện cho các đơn vị tại căn cứ đầu cầu Bukrin, không cho Tập đoàn quân xe tăng 4 (Đức) rút thêm lực lượng ở hướng này về phía Kiev.
Đến cuối tháng 10 năm 1943, thế trận của Quân đội Liên Xô xung quanh Kiev đã hình thành chặt chẽ. Do các Phương diện quân Ukraina 2, 3 và 4 đồng loạt mở các chiến dịch tấn công vượt sông Dniepr đánh vào các hướng Kirovograd và Krivoy Rog, cánh Nam của Cụm tập đoàn quân Nam (Đức) đã không thể điều quân cứu viện cho cánh Bắc tại Kiev.

## Chiến dịch tấn công đánh chiếm Kiev

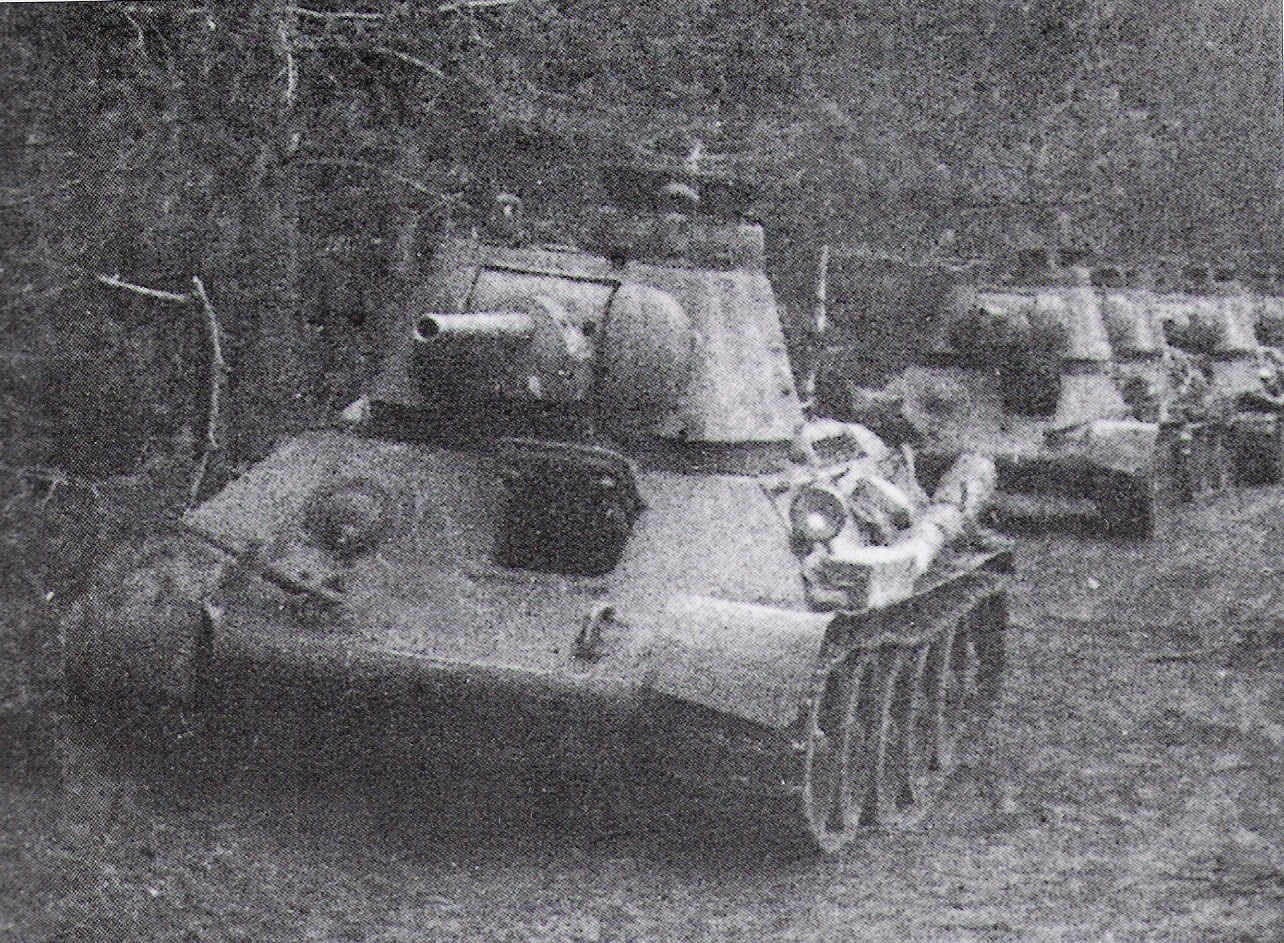
Một đơn vị xe tăng Liên Xô trong Chiến dịch giải phóng Kiev, tháng 11 năm 1943

### Tại khu vực thành phố Kiev
Sau khi tập hợp các lực lượng mạnh tại các khu vực đầu cầu Lyutezh và Chernobyl, trong đó có Tập đoàn quân xe tăng cận vệ 5, các đơn vị đột kích từ lực lượng dự bị của Đại bản doanh Liên Xô gồm Quân đoàn xe tăng 5 của tướng A. G. Kravchenko và Quân đoàn pháo binh tầm xa số 7; ngày 3 tháng 11, chiến dịch tấn công Kiev chính thức mở màn.
Sáng sớm ngày 3 tháng 11 năm 1943, các đơn vị tuyến đầu của Tập đoàn quân xe tăng 4 (Đức) bị pháo binh và không quân Liên Xô oanh kích dữ dội. Từ đầu cầu Teteryev, Tập đoàn quân 60 của tướng I. D. Chernyakhovsky vượt sông tiến công vào Dymer, buộc tướng Hermann Hoth phải điều Quân đoàn bộ binh 13 lên chặn kích. chống cự lại hai tập đoàn quân Liên Xô tại khu vực đầu cầu phía bắc Kiev chỉ còn trơ trọi Quân đoàn bộ binh 7 phải phân tán trên hai hướng. Sư đoàn xe tăng 8 chặn giữ phía bắc Kiev, Sư đoàn bộ binh 7 giữ nội đô Kiev.
Nhanh chóng vượt qua và bao vây Sư đoàn xe tăng 8 (Đức) tại Mykulychi, phía tây Kiev 20 km, Tập đoàn quân xe tăng 3 (Liên Xô) phát triển nhanh chóng về phía nam. Ngày 5 tháng 11, Tập đoàn quân xe tăng 3 cắt đứt con đường cao tốc Kiev - Zhitomir tại thị trấn Svyatoshino và phát triển về phía tây nam Kiev. Quân đoàn kỵ binh cận vệ 1 tấn công theo sau Tập đoàn quân xe tăng 3 mở mũi đột kích về phía tây. Đi dọc con đường cao tốc Kiev - Zhitomir, họ tấn công Sở chỉ huy Tập đoàn quân xe tăng 4 tại Makarov và đến cuối ngày 6 tháng 11 đã đánh chiếm thị trấn Brusilov. Tấn công song song với Quân đoàn kỵ binh cận vệ 1, Tập đoàn quân 60 của tướng Cherniakhovsky nhanh chóng đẩy lùi Quân đoàn bộ binh 13 (Đức), đánh chiếm Borovka, Rayvka, Radomysl và phát triển về hướng Chernyakhov. Cánh phải của Tập đoàn quân 60 đánh chiếm Malyn và hướng đòn tân công về phía Konotop (???).
Tập đoàn quân 38 được Quân đoàn xe tăng cận vệ 5 của Tập đoàn quân xe tăng 3 mở đường, đánh thẳng vào nội đô Kiev. Chiều tối ngày 5 tháng 11, Tập đoàn quân 38 đã tiến đến ngoại ô phía bắc Kiev. Đến 4 giờ sáng ngày 6 tháng 11, Tập đoàn quân 38 và Quân đoàn xe tăng cận vệ 5 đã hoàn toàn làm chủ Kiev. Ngay sau khi giải phóng Kiev, Phó Tư lệnh Phương diện quân Ukraina 1 A. A. Gresko và Tư lệnh Tập đoàn quân xe tăng 3 P. S. Rybanko được lệnh vạch ngay kế hoạch mở rộng bàn đạp Kiev.
Trong đội hình Phương diện quân Ukraina 1 có Lữ đoàn độc lập Tiệp Khắc 1 (được) nâng cấp từ Tiểu đoàn bộ binh Tiệp Khắc 1) do Đại tá Lyuvich Svoboda chỉ huy. Toàn bộ lực lượng của lữ đoàn gồm 2 tiểu đoàn bộ binh và 1 tiểu đoàn xe tăng, được trang bị 12 xe tăng T-34 và 6 xe tăng T-70 do các tổ lái người Tiệp Khắc điều khiển. Lữ đoàn độc lập Tiệp Khắc số 1 khởi đầu tấn công vào lúc 12 giờ 30 phút ngày 5 tháng 11 năm 1943 từ phía tây bắc Kiev và tiến tới bờ sông Dnepr vào lúc 2 giờ ngày 6 tháng 11, sau đó tiến qua khu ngoại ô phía tây của thành phố và cùng với các đơn vị của Tập đoàn quân xe tăng cận vệ 3, Tập đoàn quân 38 (Liên Xô) giải phóng Kiev vào lúc 6 giờ 50 phút ngày 6 tháng 11 năm 1943.
Ngày 11 tháng 11, Quân đoàn Kỵ binh cận vệ 1 có Quân đoàn xe tăng cận vệ 6 đi cùng đã tổ chức đột kích vào Zhitomir và Korosten. Tướng Erhard Raus lại phải chuyển sở chỉ huy Tập đoàn quân xe tăng 4 về Berdichev và chuẩn bị lực lượng để phản đột kích.

### Phía bắc Kiev
Sau khi cánh phải của Tập đoàn quân 60 (Liên Xô) đột kích đến Malyn, Tập đoàn quân 13 của tướng Pukhov cũng chia làm ba cánh quân tấn công vào các Quân đoàn đoàn 56 và 59 (Đức). Cánh trái từ Garnostaypol, phía nam bàn đạp Chernobyl tiến dọc sông Yzh, đánh chiếm Narodichi và phát triển đến Ovruch. Cánh giữa xuất phát từ Kolyban (???) hướng đòn tấn công về Elsk. Cánh phải xuất phát từ Komaryn tiến dọc theo sông Pripyat, đánh chiếm Naroulia, phối hợp với Tập đoàn quân 61 (Phương diện quân Belorussia) đánh chiếm Bragin, Khoyniki, Yurovichi và áp sát thành phố Mozyr từ phía đông nam. Ngày 12 tháng 11, Tập đoàn quân 13 và cánh phải của Tập đoàn quân 60 vấp phải đòn phản đột kích của Quân đoàn xe tăng 56 (Tập đoàn quân 2-Đức), Quân đoàn bộ binh 59 và Quân đoàn bộ binh 13 được tăng cường Sư đoàn xe tăng SS "Đế chế".

### Phía nam Kiev
Từ phía đông nam Kiev, các tập đoàn quân 27 và 40 tấn công lên phía bắc, hợp vây Sư đoàn cơ giới 20 (Đức) tại Vasinkov. Trước nguy cơ bị vỡ trận, tướng Hermann Hoth lệnh cho các sư đoàn xe tăng 24 và 48 rút sang phía tây, đồng thời chuyển Sở chỉ huy của mình từ Makarov về Zhitomir. Tại đây, ông ta nhận được quyết định cách chức của A. Hitler. Tướng Erhard Raus được chỉ định làm Tư lệnh Tập đoàn quân xe tăng 4 kèm theo mệnh lệnh phải giữ được Kiev bằng mọi giá.
Ngày 7 tháng 11, Tập đoàn quân xe tăng cận vệ 3 phát triển đột kích dọc theo sông Irpen từ Fastov về Popelnya nhưng không thành công. Quân đoàn xe tăng cận vệ 5 cũng thất bại khi yểm hộ cho Tập đoàn quân 40 đột kích vào Grebeni ngày 8 tháng 11. Chính trong các trận đánh này, trinh sát mặt trận của Phương diện quân Ukraina 1 phát hiện một lực lượng lớn xe tăng Đức mới được tập hợp tại phía nam Kiev gồm Quân đoàn xe tăng 24 và Quân đoàn xe tăng 48 mới rút từ bàn đạp Bukrin về. Từ Vinitsa, Cụm Tập đoàn quân Nam tăng cường cho Tập đoàn xe tăng 4 các quân đoàn bộ binh 7 và 42 cũng Sư đoàn xe tăng "Đế chế" rút từ Tập đoàn quân xe tăng 1.
Nắm được tình hình bất lợi, ngày 13 tháng 11, Bộ Tư lệnh Phương diện quân Ukraina 1 ra lệnh cho các tập đoàn quân ngừng tiến công. Đây cũng là ngày mà tướng Erhard Raus tung ra các đòn phản kích bằng xe tăng với hy vọng lấy lại Kiev khi quân đội Liên Xô chưa kịp chuẩn bị các tuyến phòng ngự.

## Chiến dịch phòng ngự Kiev

### Quân đội Đức Quốc xã tăng viện cho khu vực Kiev
Hitler không cam chịu mất Kiev không chỉ vì đây là một trong ba thành phố lớn và là thành phố lớn đầu tiên của Liên Xô mà quân đội Đức Quốc xã phải mất mấy tháng trời mới chiếm được trong hè - thu 1941. Nếu Quân đội Liên Xô chiếm lại được Kiev, họ có thể phát triển nhanh chóng tới chân núi Karpat, điểm tiếp giáp các biên giới với Ba Lan, Slovakia, Hungaria và Romania, chia cắt chính diện của Cụm tập đoàn quân Nam Đức. Điều đó có nghĩa là đoạn trung tâm của Phòng tuyến Wotan sẽ sụp đổ. Cụm tập đoàn quân Trung tâm (Đức) sẽ bị hở sườn Nam và bị đe dọa đánh vào phía sau lưng. Cụm tập đoàn quân Nam bị chia cắt cũng có nghĩa là cánh Nam của nó sẽ bị yếu đi và nguy cơ quân đội Liên Xô chiếm lại được toàn bộ phía nam Hữu ngạn Ukraina, tiếp cận cửa ngõ vào Balkan. Những nguy cơ đó hoàn toàn hiện hữu.
Ngày 5 tháng 11, Thống chế Erich von Manstein rút từ Tập đoàn quân xe tăng 1 Sư đoàn xe tăng "Đế chế", hai quân đoàn bộ binh 7 và 42 tăng cường cho Tập đoàn quân xe tăng 4. Các quân đoàn bộ binh 13 và 59 cũng nhận được 2 sư đoàn cơ giới từ Quân đoàn xe tăng 56 thuộc Tập đoàn quân xe tăng 3 (Cụm tập đoàn quân Trung tâm chuyển giao). Cùng với hai quân đoàn xe tăng 24 và 48 sẵn có, lực lượng phản kích của Tập đoàn quân xe tăng 4 được tăng lên đến 15 sư đoàn, trong đó có 6 sư đoàn xe tăng và 2 sư đoàn cơ giới. Tổng số xe tăng tham gia phản kích khoảng hơn 350 chiếc. Trong kế hoạch phản công của Tập đoàn quân xe tăng 4 có tính đến việc sử dụng cả Quân đoàn xe tăng 40 cũng rút từ Tập đoàn quân xe tăng 1 (Đức) nhưng Hitler đã kiên quyết bác bỏ điều này.

### Quân đội Liên Xô tăng viện
Đến hết ngày 10 tháng 11, mặt trận của Quân đội Liên Xô đã kéo dài ra phía tây Kiev khoảng 150 km và về phía nam hơn 50 km. Với một tuyến mặt trận dài hơn 350 km nhô về phía tây, các bên sườn chứa đựng những nguy cơ bị đột kích rất nghiêm trọng, nhất là trong tình trạng hao hụt biên chế do trải qua 20 ngày tấn công liên tục. Trong quá trình chiến dịch phòng ngự Bộ Tổng Tư lệnh quân đội Liên Xô đã rút từ lực lượng dự bị của mình Tập đoàn quân xe tăng cận vệ 1, Tập đoàn quân cận vệ 1 và Tập đoàn quân 18 để tăng viện khu mặt trận Kiev. Trong tính toán của Đại bản doanh Liên Xô, khu vực Kiev phải trở thành một trong hai bàn đạp quan trọng để Quân đội Liên Xô mở rộng các hoạt động quân sự ở hữu ngạn Dniepr, tiến tới giải phóng hoàn toàn miền Tây Ukraina, tiến ra tuyến biên giới quốc gia. Do kết quả khả quan trên cánh quân Bắc Kiev, các Tập đoàn quân 13 và 60 vẫn đủ lực lượng giữ được các trận địa trên đầm lầy Pripyat nên tuyến phòng ngự Kiev của Phương diện quân chủ yếu được bố trí trên hai hướng:
Hướng Nam gồm Tập đoàn quân xe tăng cận vệ 3, Quân đoàn xe tăng cận vệ 5, các Tập đoàn quân 27 và 40. Số xe tăng của cả ba quân đoàn xe tăng cùng một quân đoàn cơ giới cộng lại chỉ còn hơn 200 chiếc.
Hướng Tây gồm Tập đoàn quân xe tăng cận vệ 1 có hơn 300 xe tăng và xe bọc thép, Quân đoàn kị binh cận vệ 1 chỉ còn 12 xe tăng hoạt động được. Tập đoàn quân 38 bố trí trên hướng Kornyn, Tập đoàn quân 18 bố trí ở Veprin.
Các tập đoàn quân tăng viện của Quân đội Liên Xô tiếp cận chiến trường chậm và không đồng bộ. Tập đoàn quân cận vệ 1 đến khu vực Radomyshl ngày 28 tháng 11. Trong khí đó, Tập đoàn quân 18 và Tập đoàn quân xe tăng cận vệ 1 mãi đến 30 tháng 11 mới đến khu vực Kiev và sau đó 2 ngày mới triển khai binh lực tại Borovka và Byshev, án ngữ hai bên con đường sắt và đường bộ từ Zhitomir đi Kiev.

### Chiến sự quanh khu phòng ngự Kiev
Ngay sau khi được tăng cường thêm các quân đoàn thiết giáp mới, tướng Erich von Manstein khẩn trương hành động. Tập đoàn quân xe tăng 4 được tăng cường pháo binh, hỏa tiễn chống tăng. Ngày 7 tháng 11, Sư đoàn xe tăng 25 được phối thuộc cho Quân đoàn xe tăng 48 do Thượng tướng Georg Jauer chỉ huy. Đây là đơn vị Đức đầu tiên mở mũi phản đột kích vào Tập đoàn quân xe tăng 3 (Liên Xô) đang tiến từ Fastov ra Popelnya. Mũi tấn công theo hướng Fastov bị Sư đoàn xe tăng cận vệ số 7 (Liên Xô) chặn lại. Lúc này lực lượng của Quân đoàn kỵ binh cận vệ 1 chỉ cách Berdichev 64 km sau khi phối hợp với Tập đoàn quân 38 giải phóng Zhitomir. Tập đoàn quân 60 đã đến trước cửa ngõ Korosten; Tập đoàn quân 40 đã tiến quân xuống phía nam Kiev. Chính tại thời điểm này, sự giảm sút sức chiến đấu của Tập đoàn quân số 27 và phải chuyển sang phòng ngự ở bàn đạp Bukrin đã tạo điều kiện cho Tập đoàn quân xe tăng 4 (Đức) rút Quân đoàn xe tăng 48 Quân đoàn bộ binh 42 và điều chúng về hướng Kiev.
Tình hình đã trở nên khả quan hơn cho quân Đức khi Quân đoàn xe tăng 48 tung toàn bộ lực lượng xe tăng gồm Sư đoàn SS cận vệ số 1 "Adolf Hitler", Sư đoàn thiết giáp số 1 và số 7 vào phản kích trên hướng tây nam Kiev. Từ ngày 10 đến 13 tháng 11, Quân đoàn xe tăng 48 đã tiến từ Kornyn tới Brusilov, đánh vào sau lưng Tập đoàn quân 38 và Quân đoàn kỵ binh cận vệ 1 (Liên Xô) buộc các đơn vị này phải lùi. Trên cánh trái, Quân đoàn bộ binh 7 (Đức) phối hợp với cánh phải của Quân đoàn bộ binh 13 tấn công hợp điểm vào Levkov và chiếm lại Zhitomir ngày 20 tháng 11. Tướng P. A. Rybalko liền tung Tập đoàn quân xe tăng cận vệ 3 lên phía bắc chặn kích Quân đoàn xe tăng 48 tại phía đông bắc Brusilov và một trận đấu tăng đã diễn ra ngày 28 tháng 11 tại Stavishche trên con đường sắt Zhitomir - Kiev. Cả hai bên đều bị thiệt hại nặng về người và phương tiện. Quân đoàn xe tăng 48 (Đức) phải dừng lại để củng cố. Thay phiên Quân đoàn này, Quân đoàn bộ binh 42 tiếp tục đột phá về Kiev. Đến ngày 30 tháng 11, Phương diện quân Ukraina 1 đã triển khai Tập đoàn quân 18 ở phía bắc và Tập đoàn quân xe tăng cận vệ 1 ở phía nam con đường sắt Zhitomir - Kiev, chặn đứng cuộc đột kích của các quân đoàn 42 và xe tăng 48 (Đức).
Ở tuyến phòng thủ phía nam, Quân đoàn xe tăng 24 (Đức) ba lần mở mũi đột kích từ Belaya Cherkov về hướng Fastov, Vasilkov và Obukhov nhưng đều không thành công. Ngày 18 tháng 11, Quân đoàn này chỉ chiếm được hai thị trấn nhỏ Malyi Polovetskye (???) và Grebenka. Ngày 22 tháng 11, vấp phải sức kháng cự quyết liệt của Tập đoàn quân 40, Tập đoàn quân 27 có quân đoàn xe tăng cận vệ 5 yểm hộ, Quân đoàn xe tăng 24 (Đức) phải dừng lại trên tuyến Grebenka - Rzhishev. Trên cánh Bắc, Quân đoàn bộ binh 13 và Quân đoàn bộ binh 59 (Đức) cố gắng đột phá song chỉ đẩy được Quân đội Liên Xô ra khỏi Chernyakhov và phải dừng lại trên tuyến Konotop, Malyn, Radomyshl.
Chiến sự vẫn tiếp diễn đến cuối tháng 12 năm 1943, khi các bãi bùn lầy lội mùa thu làm cản chân của quân đội hai bên. Các quân đoàn xe tăng Đức còn cố gắng mở thêm các cuộc đột kích vào nửa đầu tháng 12 nhưng với lực lượng đã suy yếu, quân Đức đã không thể tiến thêm được một bước về hướng Kiev. Tổn thất của cả hai bên đều nặng nề. Tập đoàn quân xe tăng 4 của Đức đã lấy lại Zhitomir. Còn Phương diện quân Ukraina 1 của N. F. Vatutin, mặc dù đà tiến công bị ngưng lại, đã tác chiến xuất sắc chống lại đợt phản kích của xe tăng Đức và giữ vững Kiev. Cuộc phản công của Tập đoàn quân xe tăng 4 (Đức) có sự phối hợp của cánh phải Tập đoàn quân 2 (Đức) và cánh trái Tập đoàn quân 8 (Đức) hoàn toàn phá sản.

## Kết quả và ảnh hưởng
| “                                                                                | Ngày chúng ta giải phóng hoàn toàn Ukraina và Bạch Nga, Leningrad và Kalinin khỏi tay kẻ thù không còn xa nữa; khi chúng ta giải phóng… nhân dân các nước Cộng hòa Crimea và Litva, Latvia, Estonia, Moldavia và Kareli-Phần Lan. | ” |
| — Diễn văn của I. V. Stalin phát sóng ở Moskva sau trận Kiev, tháng 11 năm 1943, | |   |

Mặc dù đã điều cả lực lượng dự bị và huy động cả sự tham gia của hai tập đoàn quân 2 và 8 nhưng Tập đoàn quân xe tăng 4 (Đức) vẫn để mất Kiev và không lấy lại được. Tổn thất của hai bên đều rất lớn. Quân đội Đức Quốc xã mất 18.212 người chết và mất tích, 52.631 người bị thương. Theo các tài liệu Liên Xô thì chỉ tính riêng từ ngày 3 đến ngày 6 tháng 11 năm 1943, thương vong của quân đội Đức Quốc xã trong trận Kiev lên đến 15.000 chết, 6.200 bị bắt, 286 xe tăng bị phá hủy và 156 máy bay bị bắn rơi.. Quân đội Liên Xô có 32.934 người chết, 88.003 người bị thương. 2/3 số thương vong xảy ra trong các trận đánh vượt sông tại các đầu cầu Bukrin và Lyutezh.

Huy hiệu kỷ niệm 50 năm ngày giải phóng Kiev (6/11/1943 - 6/11/1993)

Mặc dù Hồng quân đã không thành công trong việc cắt đứt tuyến đường sắt nối Vinitsa (Sở chỉ huy Cụm Tập đoàn quân Nam) với Minsk (Sở chỉ huy Cụm tập đoàn quân Trung tâm) để chia cắt hai cụm tập đoàn quân này, nhưng họ đã giải phóng Kiev, phá vỡ phòng tuyến sông Dnepr và tiêu diệt một số lớn quân Đức thuộc Tập đoàn quân xe tăng 4. Về phía mình, quân Đức đã giữ được tuyến đường sắt và gây ra tổn thất nặng cho Hồng quân Liên Xô. Nhưng các chiến dịch của Quân đội Liên Xô vẫn không dừng lại. Và ngay sau khi Quân đoàn xe tăng 48 (Đức) phải rút về hậu tuyến để củng cố và bổ sung lực lượng, Hồng quân đã mở Chiến dịch Dnepr–Carpath ngay đúng 1 ngày trước ngày Giáng sinh (24 tháng 12 năm 1943). Đến ngày 3 tháng 1 năm 1944 Hồng quân đã đẩy quân Đức về biên giới cũ của Liên Xô (biên giới Liên Xô-Ba Lan năm 1939).
Việc chiếm được Kiev và các vùng phụ cận đã tạo điều kiện cho Quân đội Liên Xô có được một bàn đạp chiến lược ở hữu ngạn sông Dniepr. Sử dụng bàn đạp này cùng bàn đạp Znamenka - Krivoy Rog ở phía nam, chỉ 1 tháng sau, các phương diện quân Ukraina 1 và Ukraina 2 đã tiến hành thành công chiến dịch Korsun-Shevchenko ở hữu ngạn sông Dniepr, hợp vây tiêu diệt phần lớn Tập đoàn quân xe tăng 1, Tập đoàn quân 8 và Cụm tác chiến Stemmermann của quân đội Đức Quốc xã, đánh quỵ cánh Nam của Cụm tập đoàn quân Nam (Đức), buộc cụm này phải rút lui về hướng Hungaria-Romania và được đổi thành Cụm tập đoàn quân Nam Ukraina 2 tháng sau đó.